# Yakuza: Like a Dragon
Yakuza: Like a Dragon, conocido en Japón como Ryū ga Gotoku 7: Hikari to Yami no Yukue (龍が如く7光と闇の行方 lit. Como un Dragón 7: El Paradero de la Luz y la Oscuridad?), es un videojuego RPG desarrollado y publicado por Sega. Es el octavo juego de la saga principal de Yakuza. Se lanzó en Japón y Asia para PlayStation 4 el 16 de enero de 2020. Tuvo un lanzamiento mundial el 10 de noviembre de 2020 para Microsoft Windows (excluidos Japón, el este y el sudeste de Asia, sin una razón oficial dada por Sega), PlayStation 4, Xbox One y Xbox Series X/S; este último se lanzó con el juego como título de lanzamiento. Se lanzó una versión que mejora la resolución y tiempos de cargas, aparte de agregar nuevo contenido, llamada Yakuza: Like a Dragon International, conocido en Japón como Ryū ga Gotoku 7: Hikari to Yami no Yukue International (龍が如く7 光と闇の行方 インターナショナル lit. Como un Dragón 7: El Paradero de la Luz y la Oscuridad Internacional?), fue lanzada en Japón y Asia el 25 de febrero de 2021 para Xbox One, Xbox Series X/S y Windows 10, y el 2 de marzo de 2021 para PlayStation 5.
A diferencia de los juegos anteriores de la serie Yakuza, que se centraban en la vida de Kazuma Kiryū, un hombre que intentaba llevar una vida normal tras su eliminación del Clan Tojo, este juego presenta a un nuevo protagonista llamado Ichiban Kasuga. Después de ser encarcelado durante 18 años y ser traicionado por su antiguo jefe, Ichiban emprende una búsqueda personal para convertirse en un héroe y descubrir el motivo de su traición, junto a otros personajes jugables. El juego ofrece audio en japonés e inglés.

## Trama
En 2001, el patriarca de la familia Arakawa, Masumi Arakawa, le pide a Ichiban Kasuga, un miembro menor de la familia Arakawa del clan Tojo, que vaya a prisión por un asesinato que no cometió para proteger al presunto asesino, Jo Sawashiro, mano derecha de Masumi. Kasuga está de acuerdo, con la esperanza de que esto lo convierta en un héroe en el Clan Tojo, y está ansioso por pagarle a Arakawa por salvarle la vida en su juventud. 18 años después, Kasuga es liberado de la prisión solo para descubrir que nadie lo recuerda y nadie de su familia está esperando para encontrarse con él cuando salga. En cambio, se encuentra con el ex-detective Koichi Adachi, quien le explica que mientras él estaba en la cárcel, el hijo de Arakawa, Masato, murió de una enfermedad y Arakawa traicionó al Clan Tojo al revelar sus operaciones a la policía, lo que permitió que la alianza rival, los Omi, se haga cargo de Kamurocho. Desde entonces, el propio Arakawa se ha convertido en el líder de facto de la Alianza Omi. Adachi se une a Kasuga, ya que sospecha que Arakawa sobornó a un comisionado de policía.

## Jugabilidad
Al igual que en los juegos anteriores de la serie Yakuza, el jugador puede realizar misiones secundarias (conocidas como historias secundarias) para obtener recompensas adicionales. Los jugadores también pueden disfrutar de diversas actividades secundarias, como el karaoke. Una nueva actividad secundaria se introdujo en este juego, el Dragon Kart, un juego de carreras de karts.
Una gran desviación de los juegos anteriores de Yakuza es el sistema de batalla. En lugar de la mecánica de beat 'em up en tiempo real de los juegos anteriores, Yakuza: Like a Dragon presenta un combate tipo RPG por turnos, con un equipo de batalla de cuatro personas. Sin embargo, a diferencia de los típicos juegos de rol por turnos, los personajes pueden usar elementos circundantes cercanos, como bicicletas, para atacar a los enemigos, un aspecto de los juegos anteriores de Yakuza. Los jugadores aún pueden continuar explorando el mundo después de completar el juego. Está programado que se lance un nuevo modo de juego plus con dificultad adicional exclusiva. Este modo vendrá en forma de contenido descargable de pago.
El nuevo sistema de combate de tipo RPG se centran en Jobs (Trabajos), una forma de clases de personajes similar a otros RPG. Los jugadores pueden cambiar el trabajo de cualquiera de los miembro del grupo para adaptarse mejor al estilo de pelea del grupo. Actualmente, hay dos trabajos que solo se pueden obtener a través de contenido descargable pago.

## Sinopsis

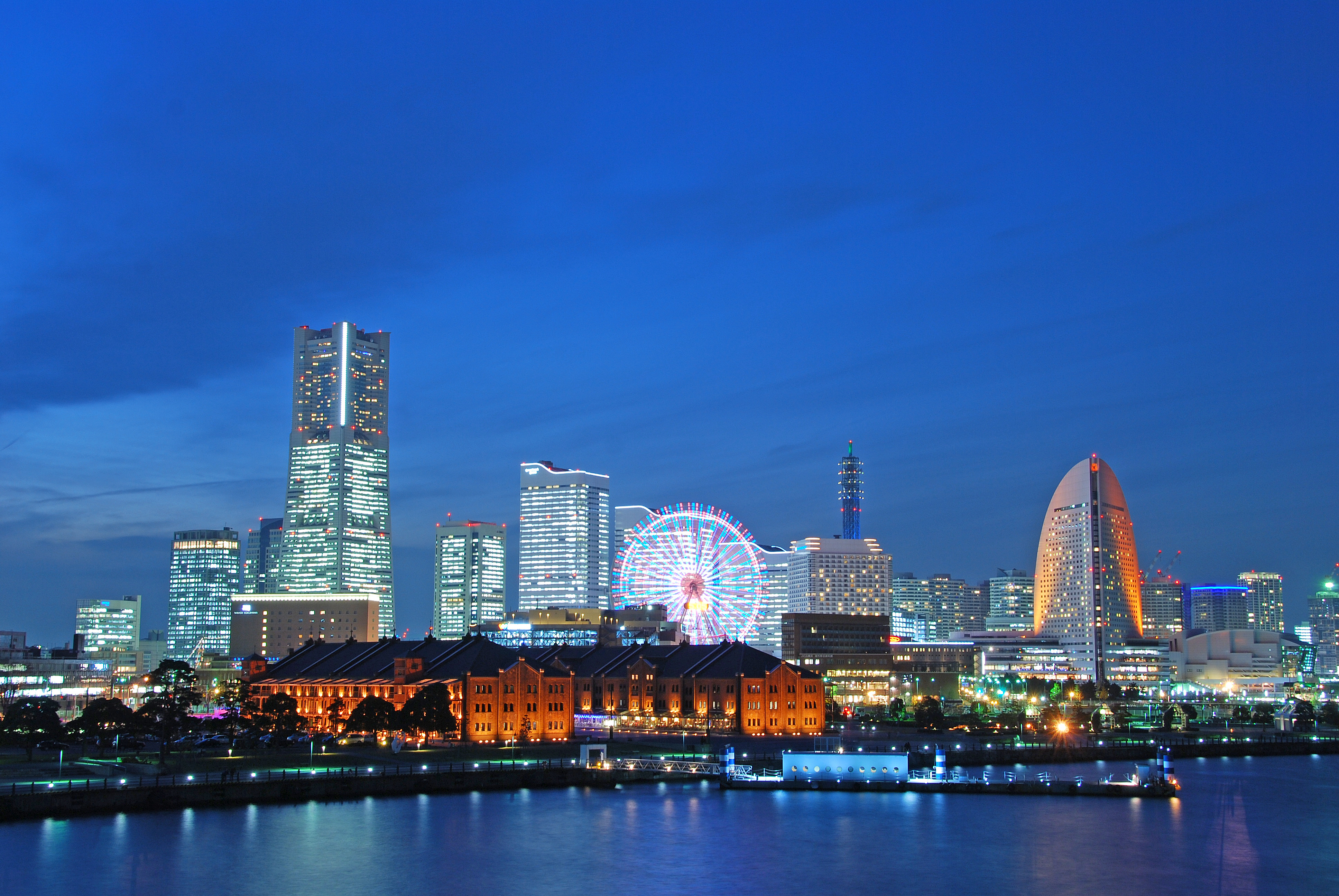
El juego tiene lugar en Yokohama, Japón

### Escenario y personajes
Por primera vez en la serie Yakuza, el enfoque se aleja de Tokio y de Kamurocho (la recreación ficticia del juego de Kabukichō). En cambio, la mayor parte del juego tiene lugar en Isezaki Ijincho, distrito de Yokohama, que se basa en el distrito de Isezakichō. Sin embargo, Kamurocho y Sotenbori, distrito de Osaka, (otra área de los juegos anteriores de Yakuza que se basa en el distrito de Dōtonbori) aparecen en el juego.
Yakuza: Like a Dragon es también el primer juego principal en no tener a Kazuma Kiryū como su protagonista, introduciendo al nuevo protagonista Ichiban Kasuga en cambio. Sega Ha descrito a Kasuga como más atrevido y emotivo que Kiryū. Ichiban fue revelado en agosto de 2017. Hizo su aparición en el juego de teléfono, Yakuza Online; siendo personaje principal en juegos futuros.
Junto a Kasuga, otros personajes que pueden ser reclutados incluyen a Yu Nanba, Koichi Adachi, Saeko Mukoda, Tianyou Zhao, Joon-Gi Han y Eri Kamataki. Mukoda y Kamataki son los primeros personajes femeninos, de la serie Yakuza, que son controlados directamente por el jugador. Los personajes adicionales, una vez reclutados, pueden ser convocados temporalmente para ayudar durante la batalla, incluidos los personajes anteriores de Yakuza, Kazuma Kiryū, Goro Majima y Taiga Saejima.

## Desarrollo
El juego se anunció inicialmente el 26 de agosto de 2017, junto con Fist of the North Star: Lost Paradise y Yakuza Online. Durante el desarrollo, el proyecto recibió el nombre en código Shin Ryu ga Gotoku, que significa «Nuevo como un dragón» o «Como un nuevo dragón», o «Shin-Yakuza» en occidente. Sega anunció que la historia del juego se completó a fines de mayo de 2019. El estilo de juego ha cambiado del tradicional combate en tiempo real a un juego de rol por turnos después de una broma del día de los inocentes en 2019. Sega permitió al creador de la serie Dragon Quest, Yuji Horii, que su juego sea mencionado en Yakuza: Like a Dragon, siendo este el juego favorito de Ichiban. El creador de la serie Yakuza,Toshihiro Nagoshi, dijo que el nuevo estilo del logotipo se hizo para reflejar la personalidad diferente de Ichiban Kasuga en comparación con Kazuma Kiryū. Sega ha dicho que querían probar un estilo de juego diferente, pero que si es mal recibido, volverán al combate en tiempo real para futuros juegos. El juego es también el primer juego de la serie principal de Yakuza en recibir un doblaje al inglés desde el Yakuza original en 2005.
El tema principal del juego, «Ichibanka», fue interpretado por el grupo Shonan no Kaze, quien previamente interpretaron el tema principal de Yakuza 0 y Kurohyō 2: Ryū ga Gotoku Ashura hen, y por Yasutaka Nakata. Por primera vez en la serie, las canciones de karaoke, en el doblaje en inglés, son cantadas en inglés. Darryl Kurylo y Bill Farmer repiten sus papeles de Yakuza original como Kazuma Kiryū y Makoto Date, respectivamente. Matthew Mercer reemplaza a Mark Hamill como Goro Majima, David Hayter reemplaza a John DiMaggio como Osamu Kashiwagi e Isaac C. Singleton Jr. reemplaza a Gary Anthony Williams como Gary Buster Holmes.
El juego se lanzó en Japón el 16 de enero de 2020 para PlayStation 4, con traducciones al chino tradicional y coreano. Fue lanzado en todo el mundo para PlayStation 4, Xbox One y Xbox Series X/S el 10 de noviembre de 2020. Fue lanzado para Microsoft Windows el mismo día, pero la compra de la versión para Windows del juego fue bloqueada en varios países y territorios de Asia Oriental y del Sudeste Asiático. Una versión para PlayStation 5 fue lanzada el 2 de marzo de 2021. En noviembre de 2020, se anunció que la fecha de lanzamiento del juego para Xbox One, Xbox Series X / S y PC se pospuso indefinidamente en Japón.
El juego fue lanzado para Xbox One, Xbox Series X/S y Windows en Japón y Asia el 25 de febrero de 2021. Esta versión del juego se tituló Internacional, ya que contendrá algunas características introducidas con el lanzamiento mundial, como la opción de pista de audio en inglés, los conjuntos de vestuario adicionales y el contenido descargable New Game Plus incluido. Esta versión también se lanzó en la región para PlayStation 5 el 2 de marzo de 2021, el mismo día de su lanzamiento mundial. Cualquiera que compre la versión de PS5 puede desbloquear el «Conjunto de disfraces de Leyendas» de forma gratuita.
RGG Studios informó que están trabajando para realizar los cambios necesarios para corregir los errores de los compradores que descargaron la actualización gratuita de PS4 a PS5.

## Recepción

### Ventas
Yakuza: Like a Dragon fue el juego más vendido durante sus primeros 4 días a la venta en Japón, con 300 000 copias vendidas. Para marzo de 2020, se había vendido un total de 450.000 copias en Japón y Asia.

### Premios
Yakuza: Like a Dragon recibió un premio Japan Game Awards a la excelencia en la división Future en el Tokyo Game Show 2019.
Yakuza: Like a Dragon también fue nominado en The Game Awards 2020 en la categoría de Mejor RPG, pero perdió ante Final Fantasy VII Remake, y recibió una nominación como Mejor Juego del Año en los Golden Joystick Awards. También fue nominado a la 24ª Entrega Anual de los Dice Awards como Juego de Rol del Año.
Yakuza: Like a Dragon también fue galardonado con un premio Partner Award de PlayStation Partner Awards por lograr «resultados particularmente notables».